# Hornoslezský etnografický park v Chořově
Hornoslezský etnografický park v Chořově (polsky Górnośląski Park Etnograficzny w Chorzowie)  je skanzen. Nachází se na území parku Park Śląski (Slezský park, dříve Vojvodský park kultury a oddechu gen. Jerzego Ziętka), nedaleko Slezského stadionu a Obchodního centra AKS ve Slezském vojvodství. V parku se nachází přibližně 70 historických dřevěných objektů vesnické (lidové) a maloměstské architektury. Rozkládá se na ploše o 22 ha.
Shromážděné objekty lidového stavitelství pocházejí z pěti podregionů Horního Slezska (beskydského, podhůří, pszczynsko-rybnického, průmyslového a lublinieckého) a také z regionu Zagłębia Dąbrowského.
Scelujícím objektem jednotlivých částí expozice je kostel sv. Josefa z Nieboczówa z 18. století, podobně jako zámecké, farní a vesnické sýpky a také některé budovy Slezských Beskyd, většina zbývajících objektů pochází z poloviny 19. století.
Hornoslezský etnografický park je součástí Stezky dřevěné architektury ve Slezském vojvodství.

## Historie
První plány na otevření etnografického muzea se objevily v roce 1938. Vypuknutí druhé světové války však neumožnilo jejich realizaci. K ní došlo až roku 1952, kdy vznikl Vojvodský park kultury a oddechu gen. Jerzego Ziętka na jehož území měl být vytvořen skanzen. V roce 1963 Projekční kancelář v Krakově zpracovalo jeho konečnou podobu (koncepci). Roku 1964 byl projekt schválen a byla zahájena výstavba skanzenu. Oficiálně byl skanzen otevřen v květnu 1975.
Od roku 2013 je vydáván naučný časopis Rocznik Muzeum „Górnośląski Park Etnograficzny w Chorzowie”

## Galerie

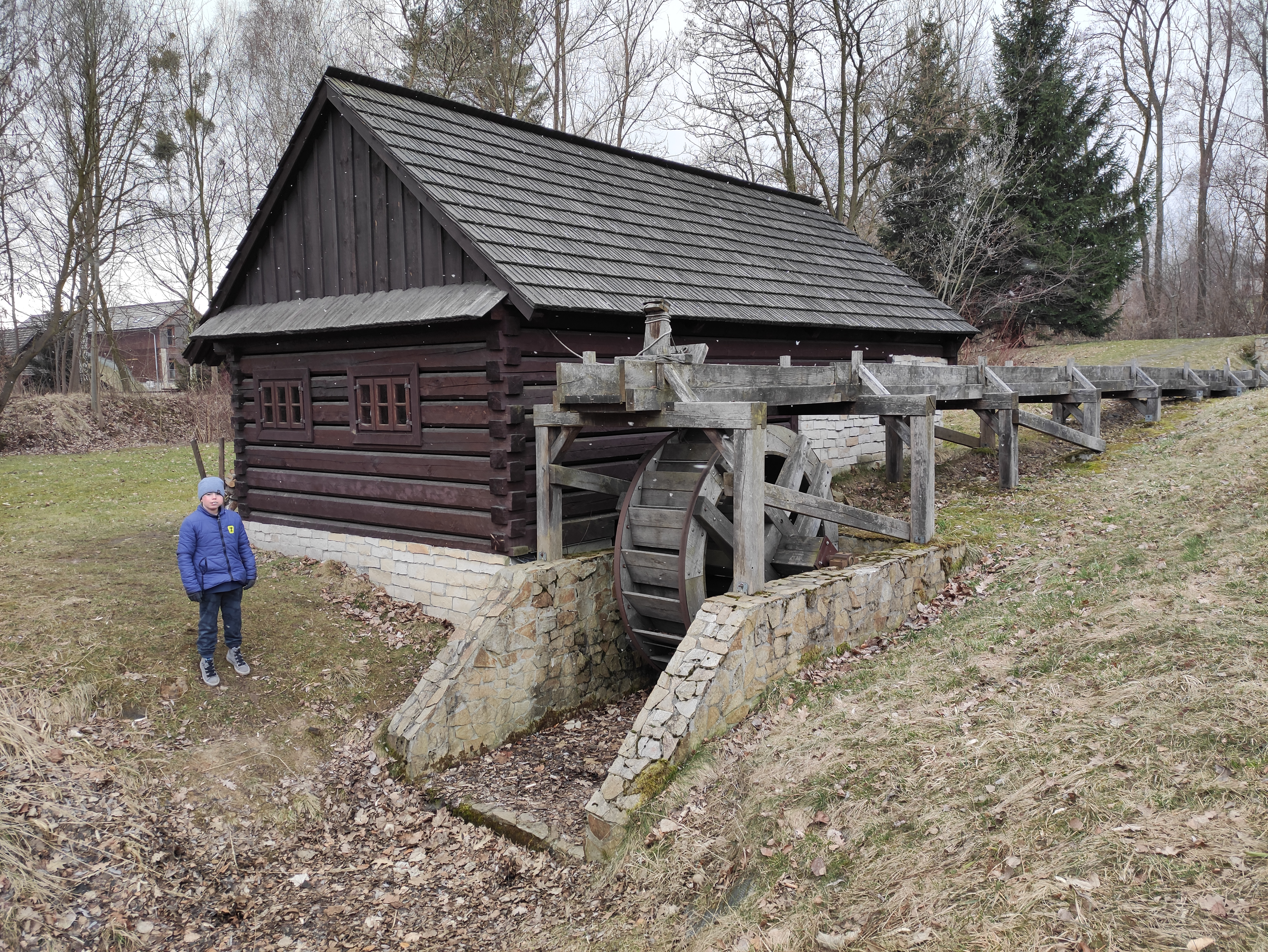
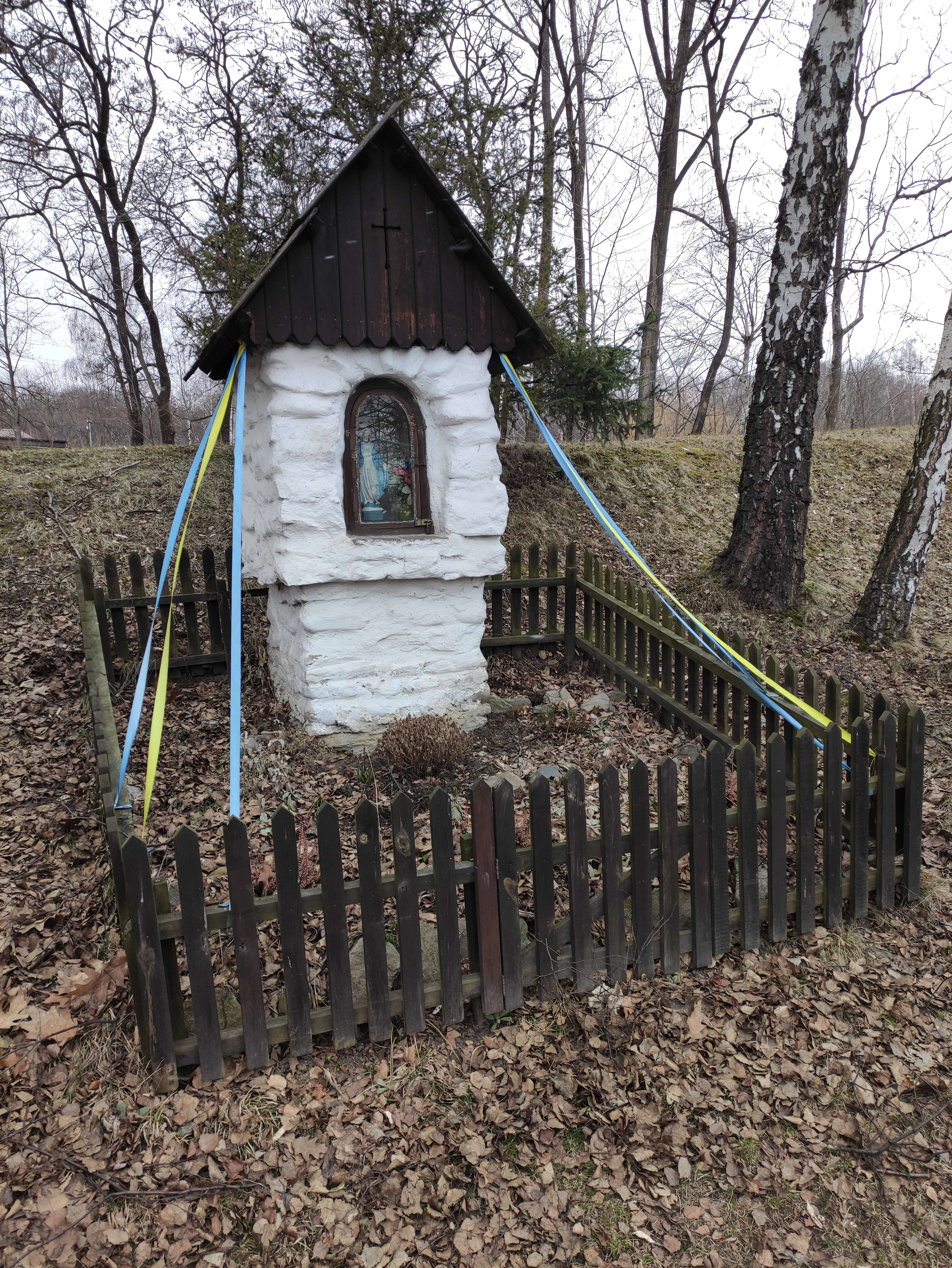
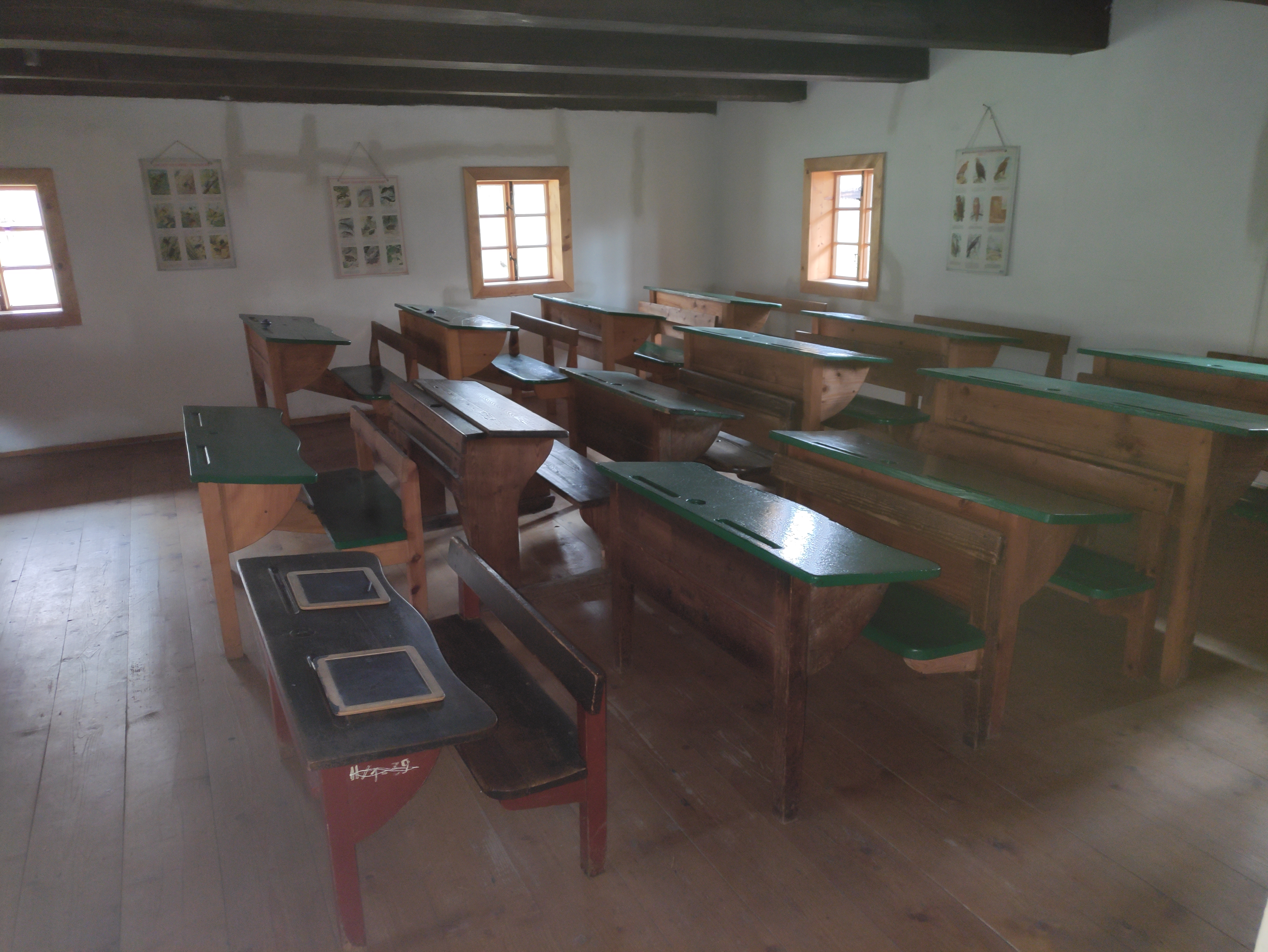
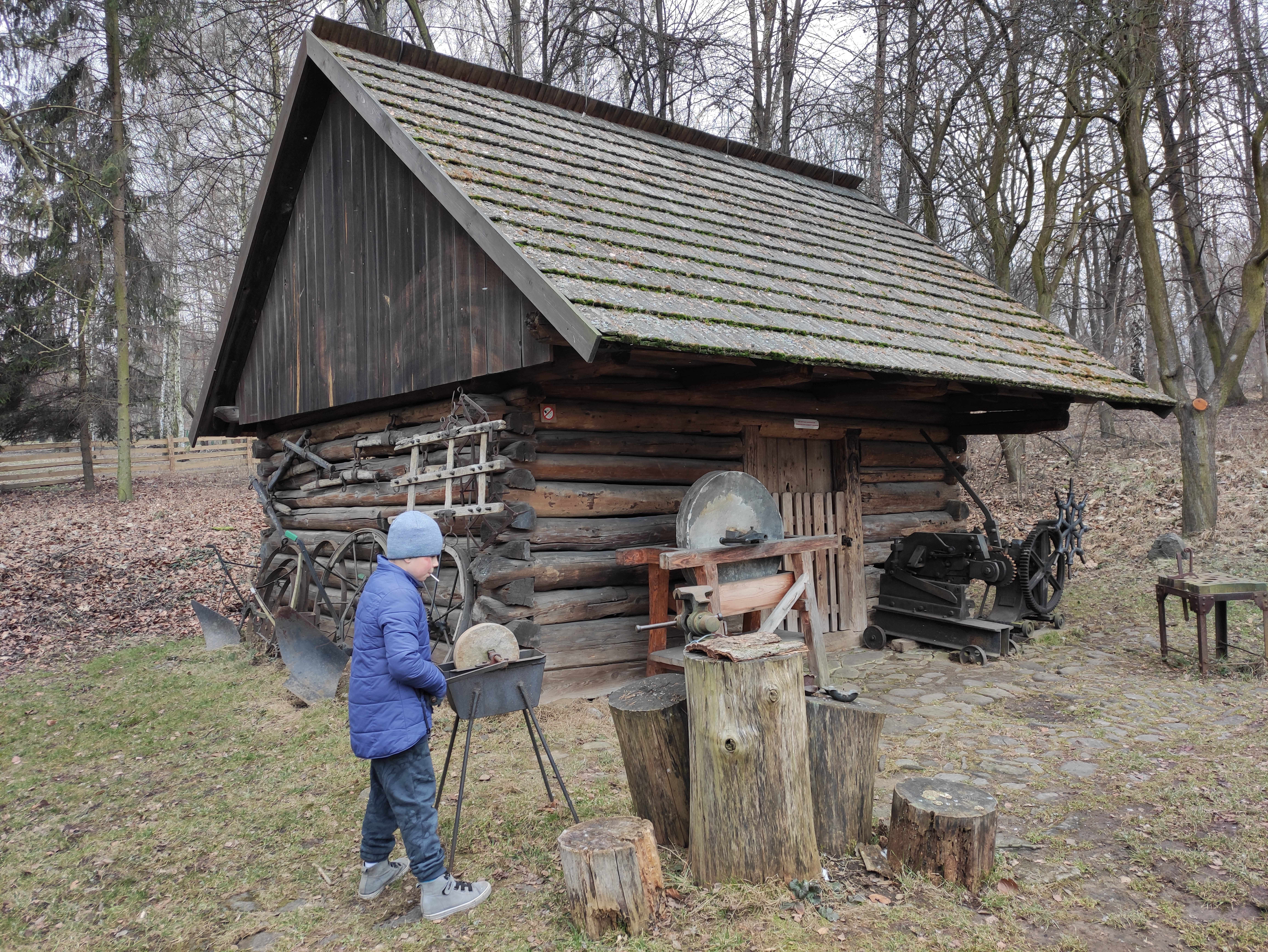
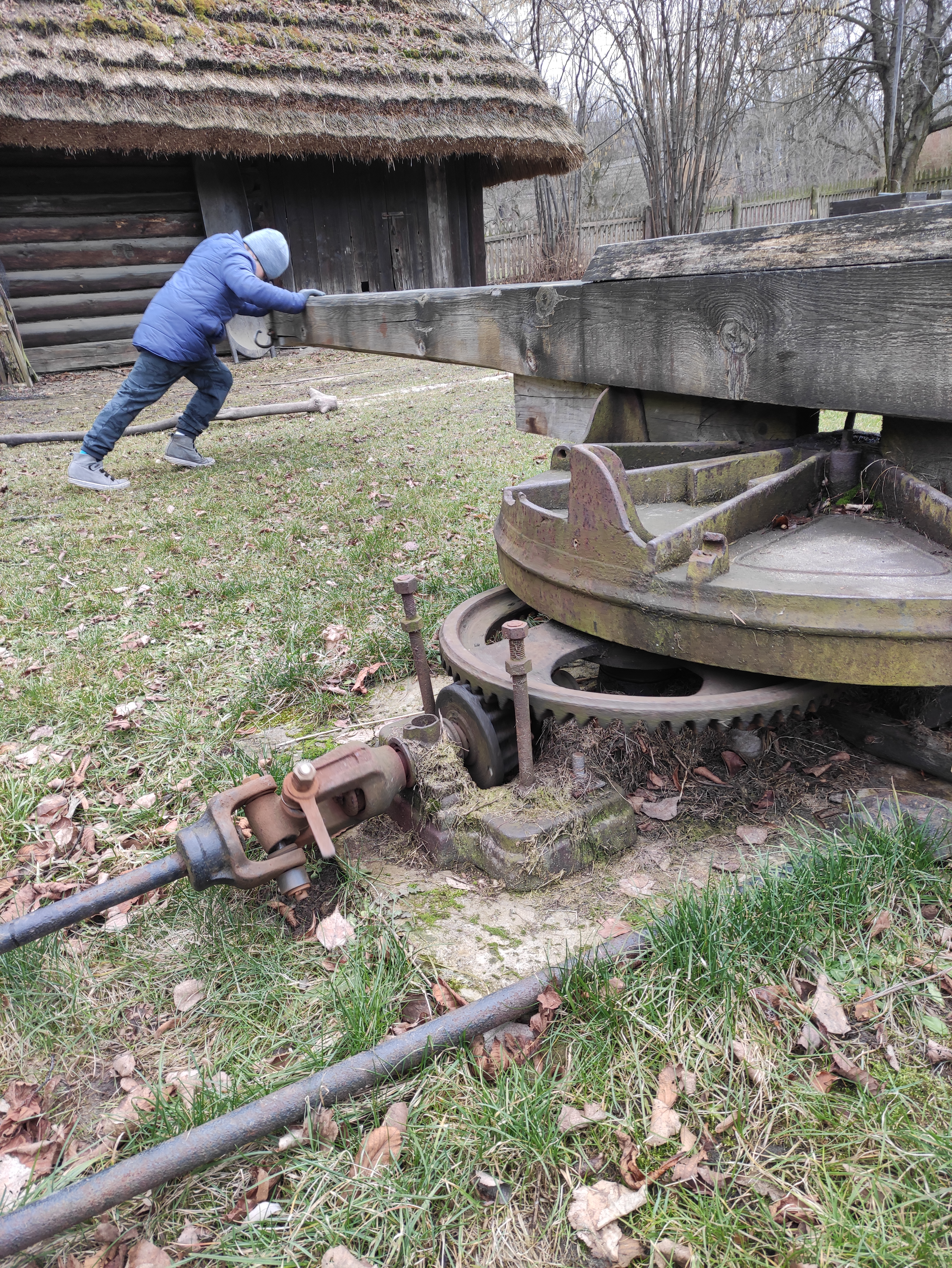
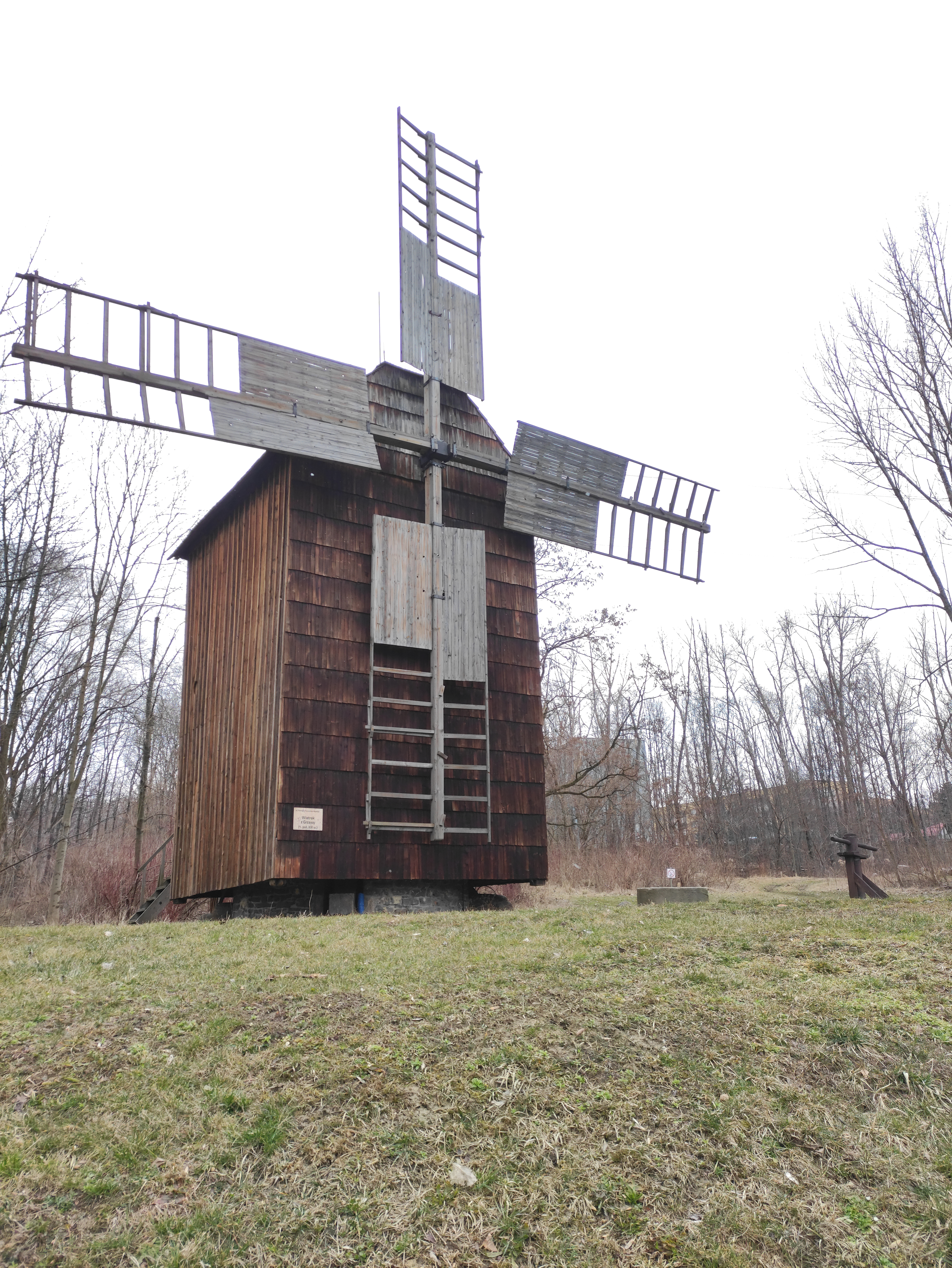
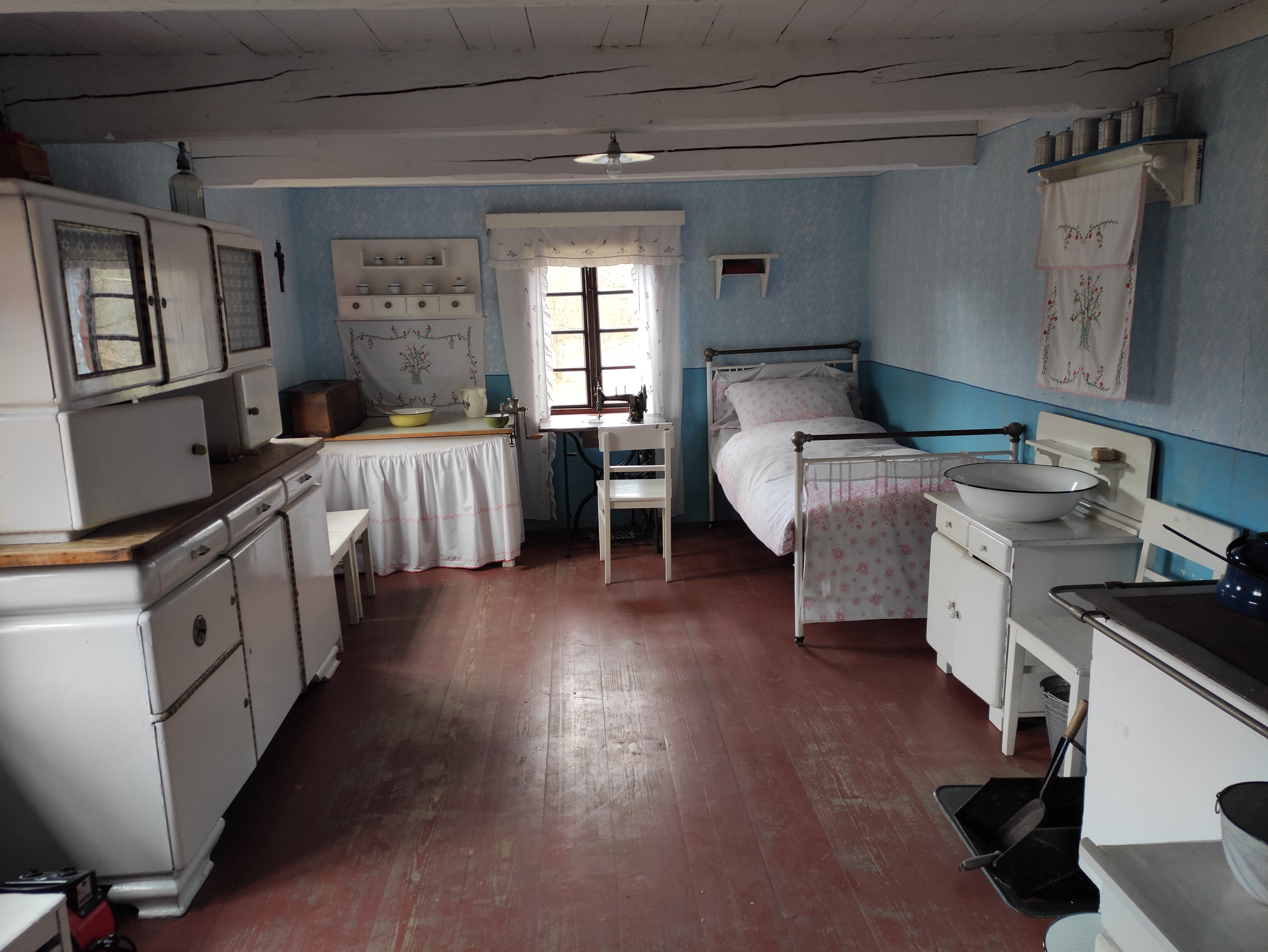
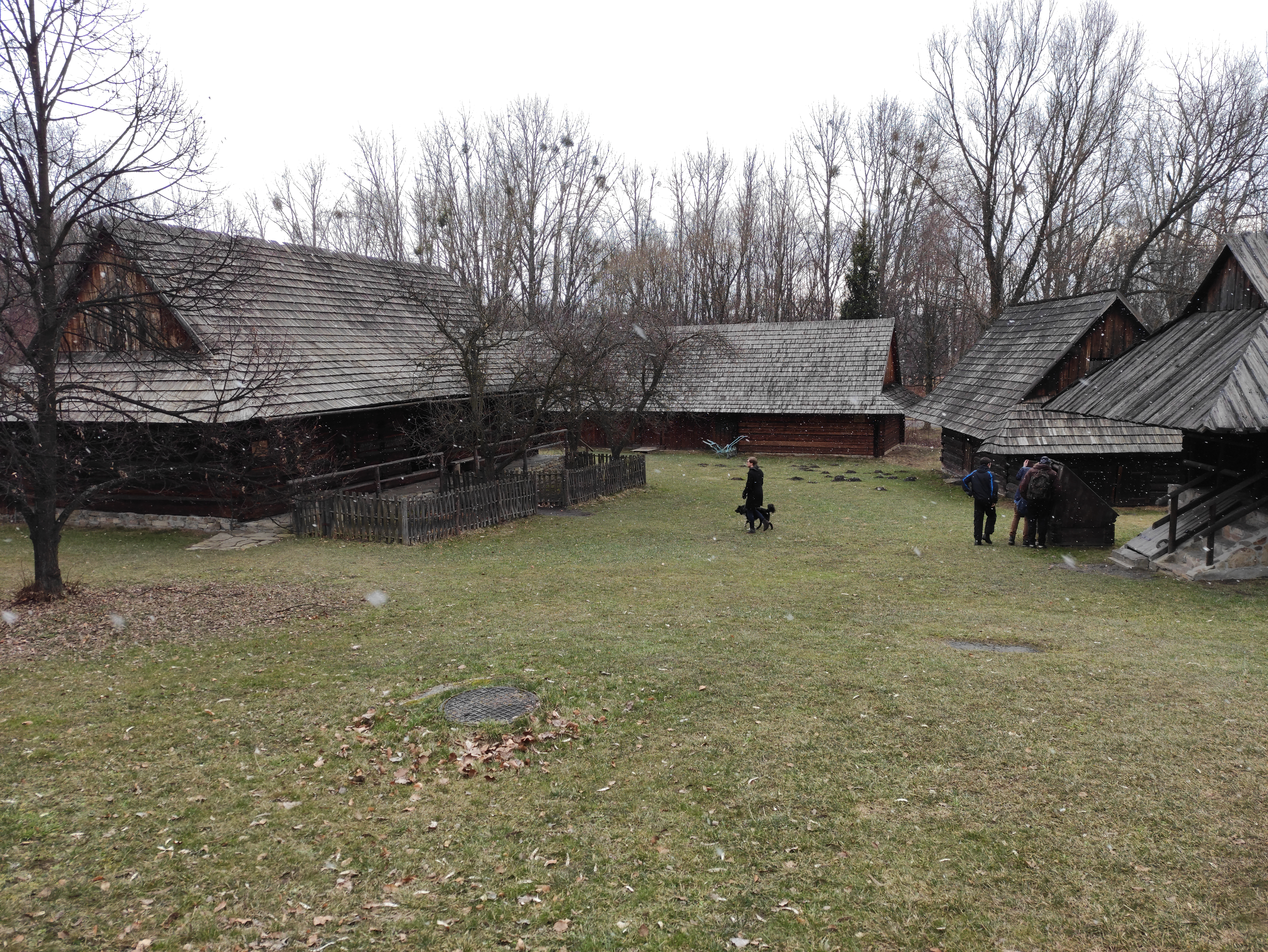
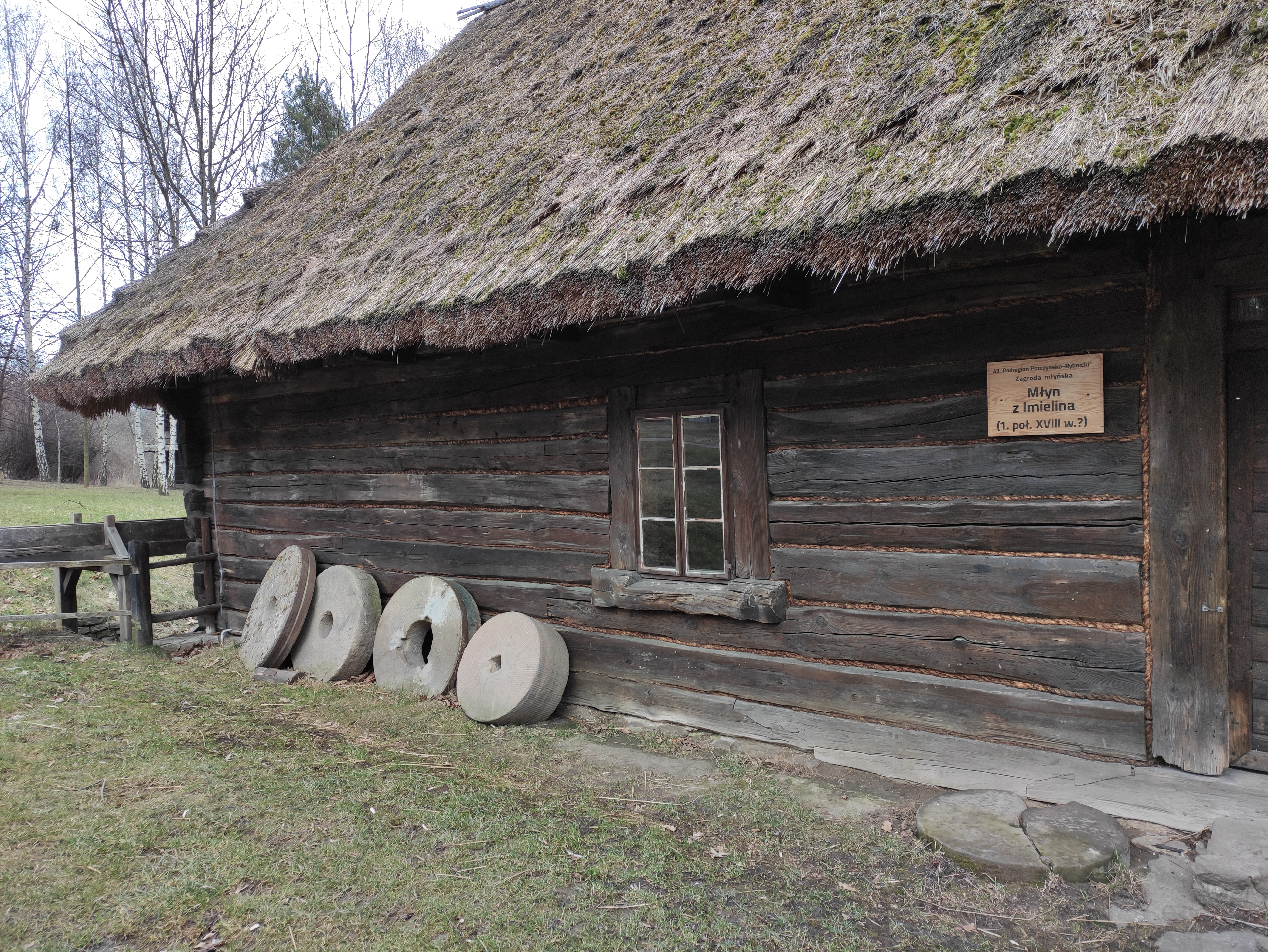
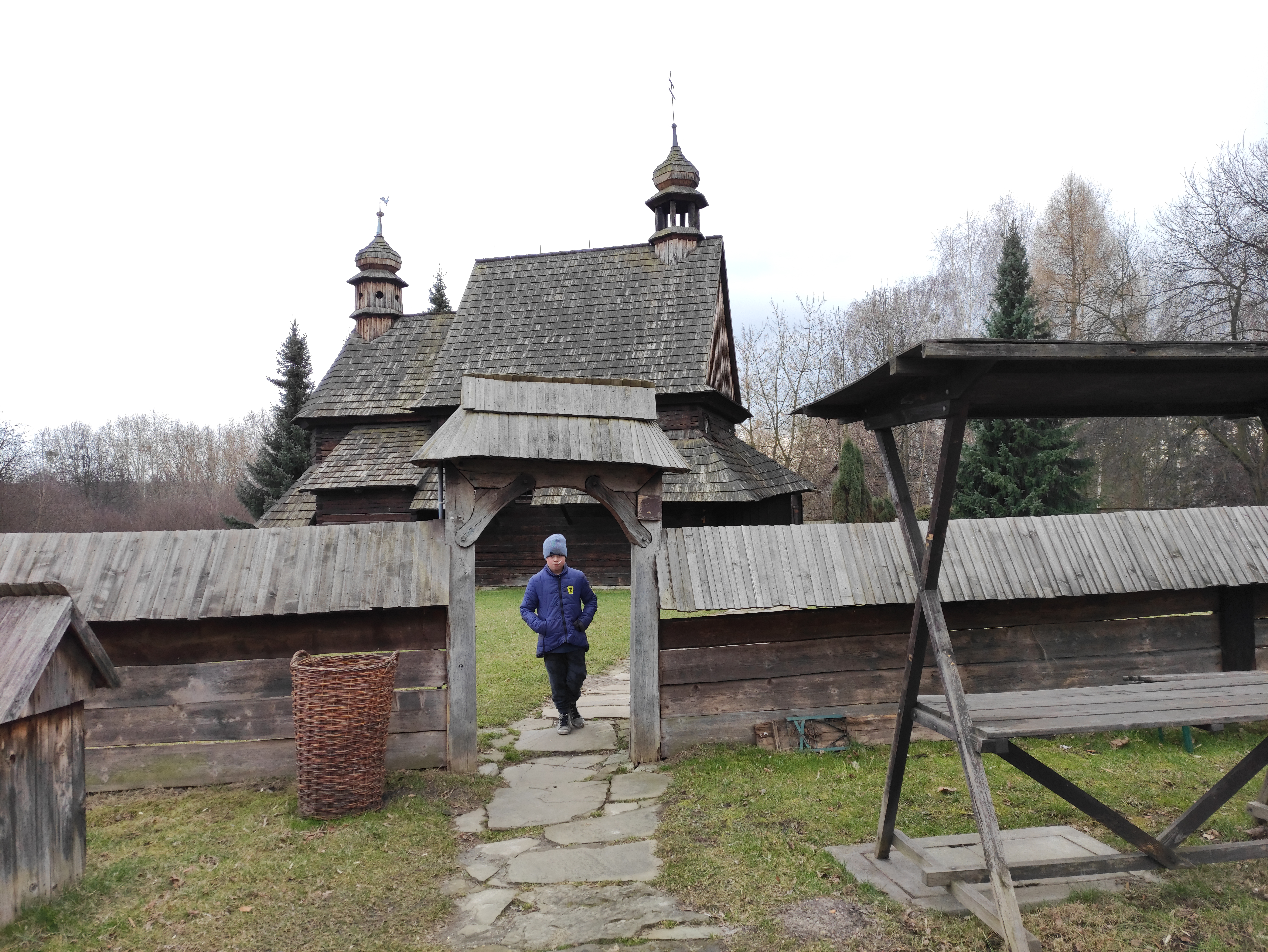
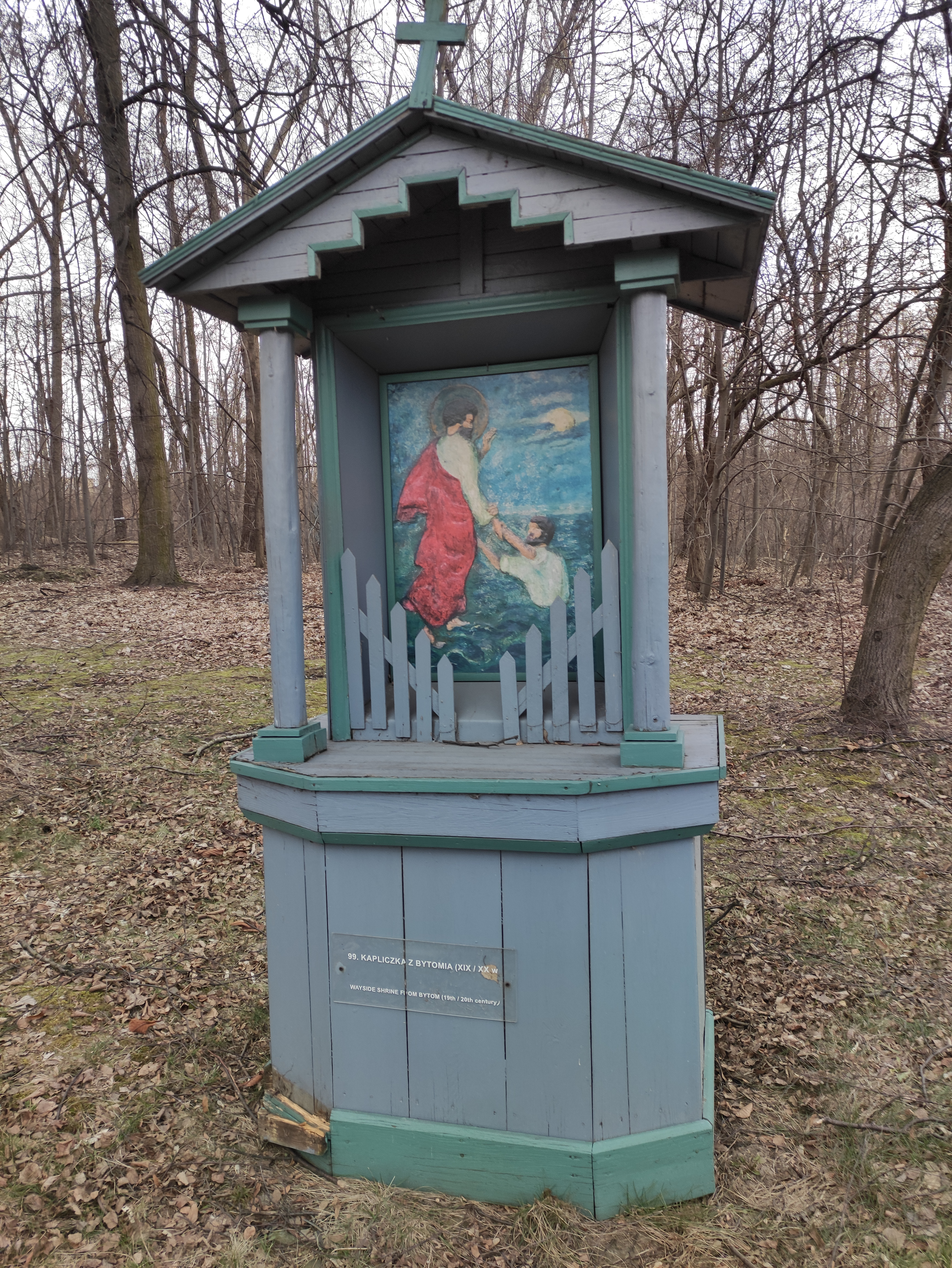
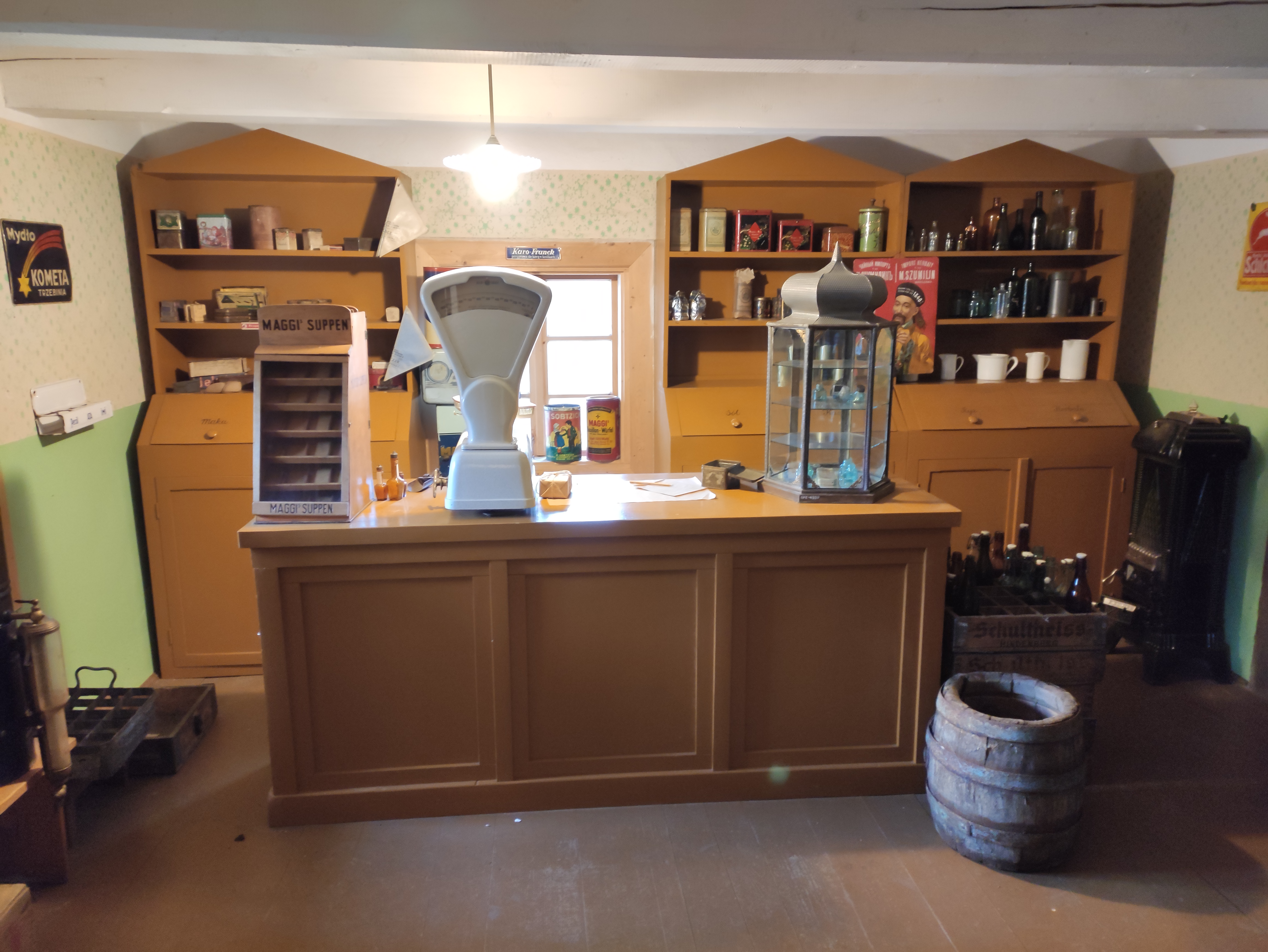
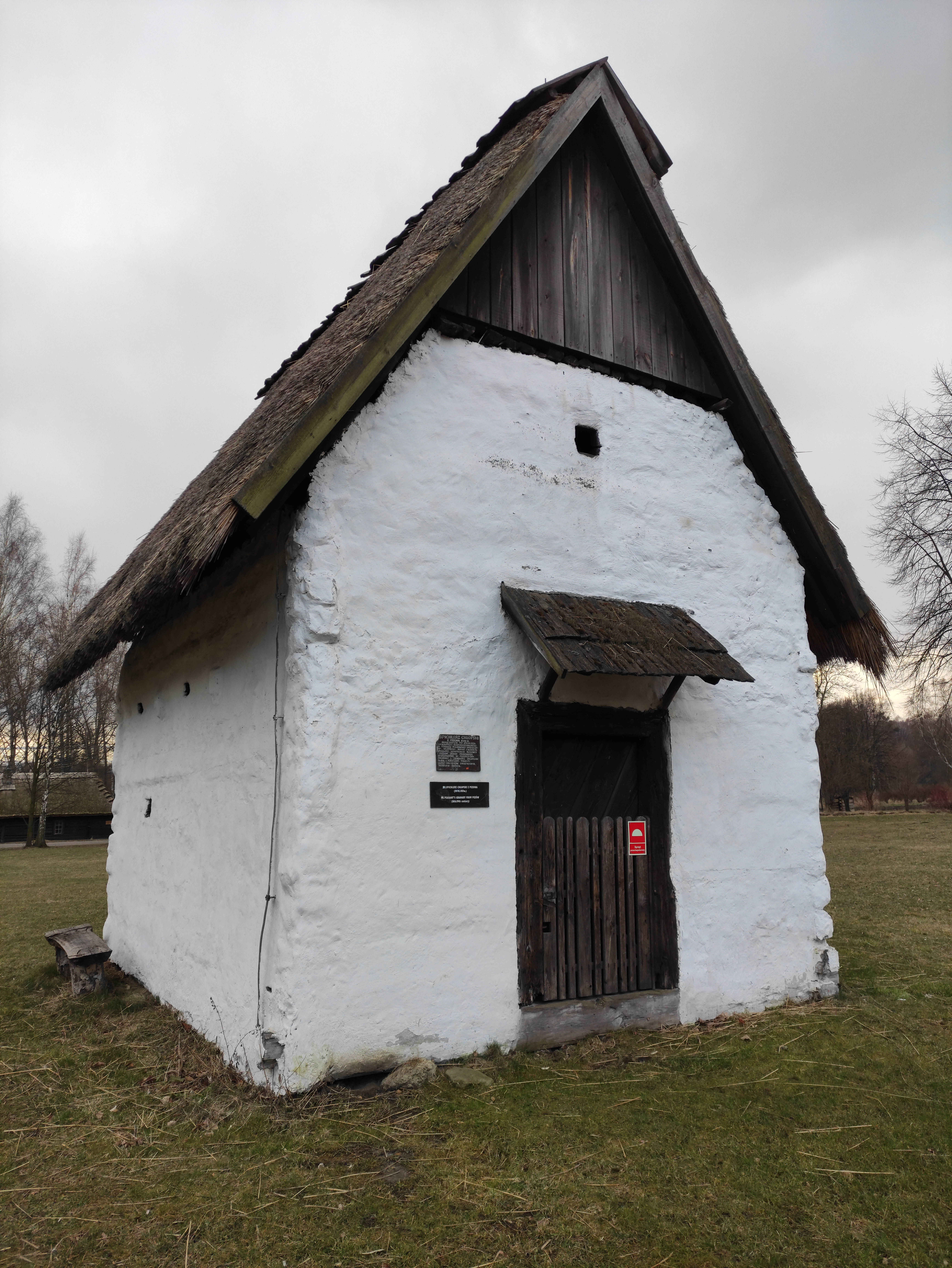
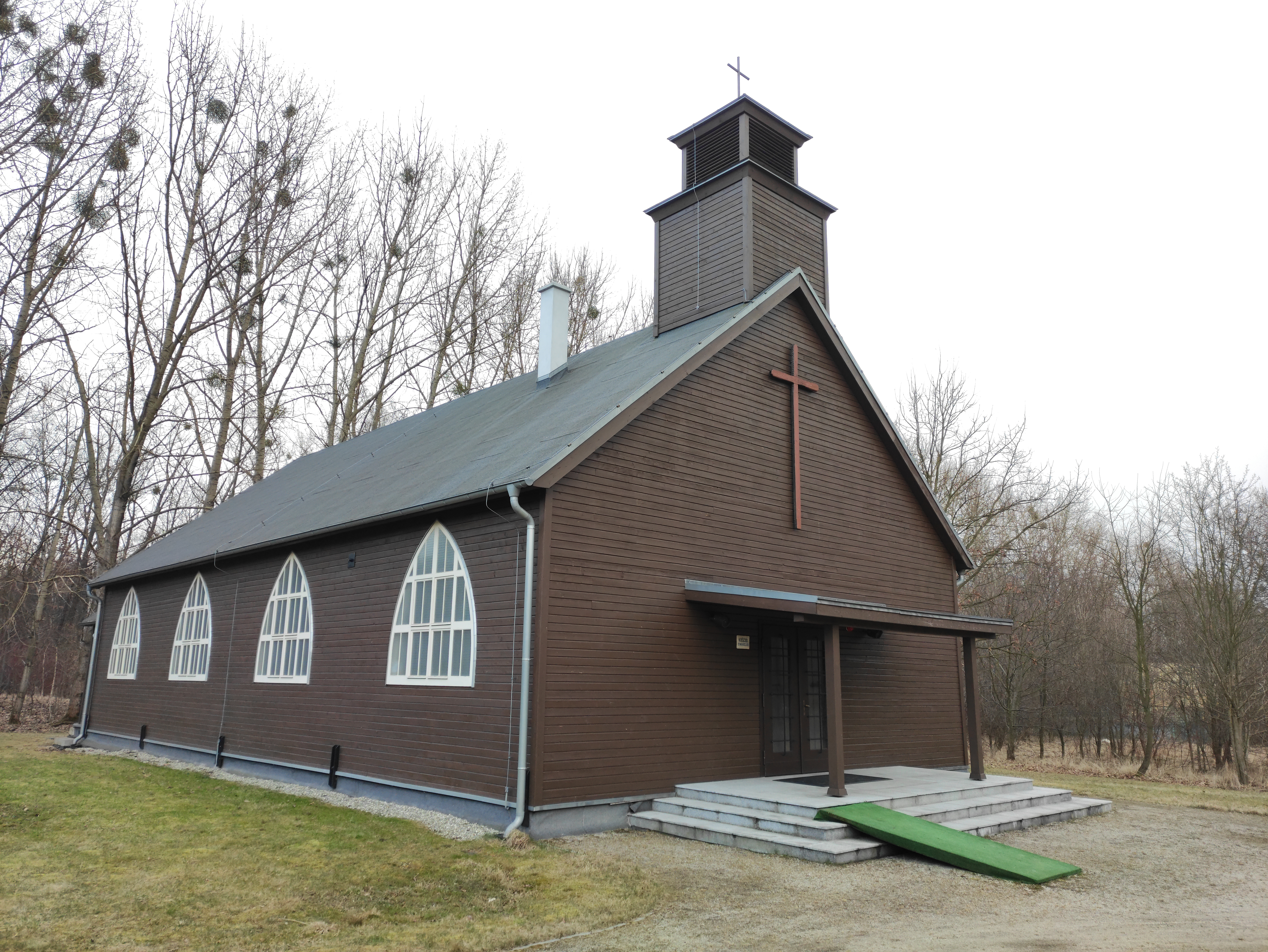
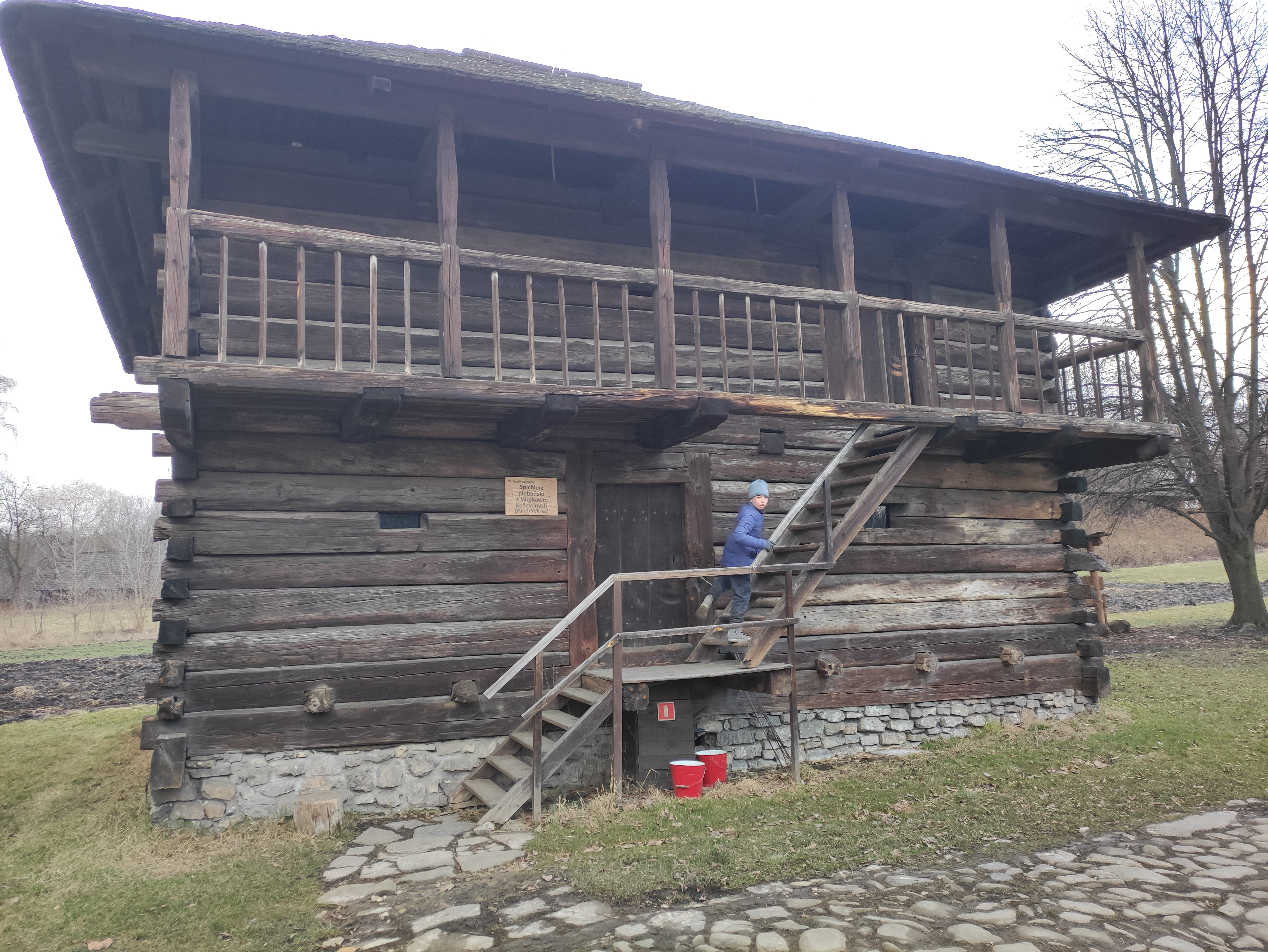
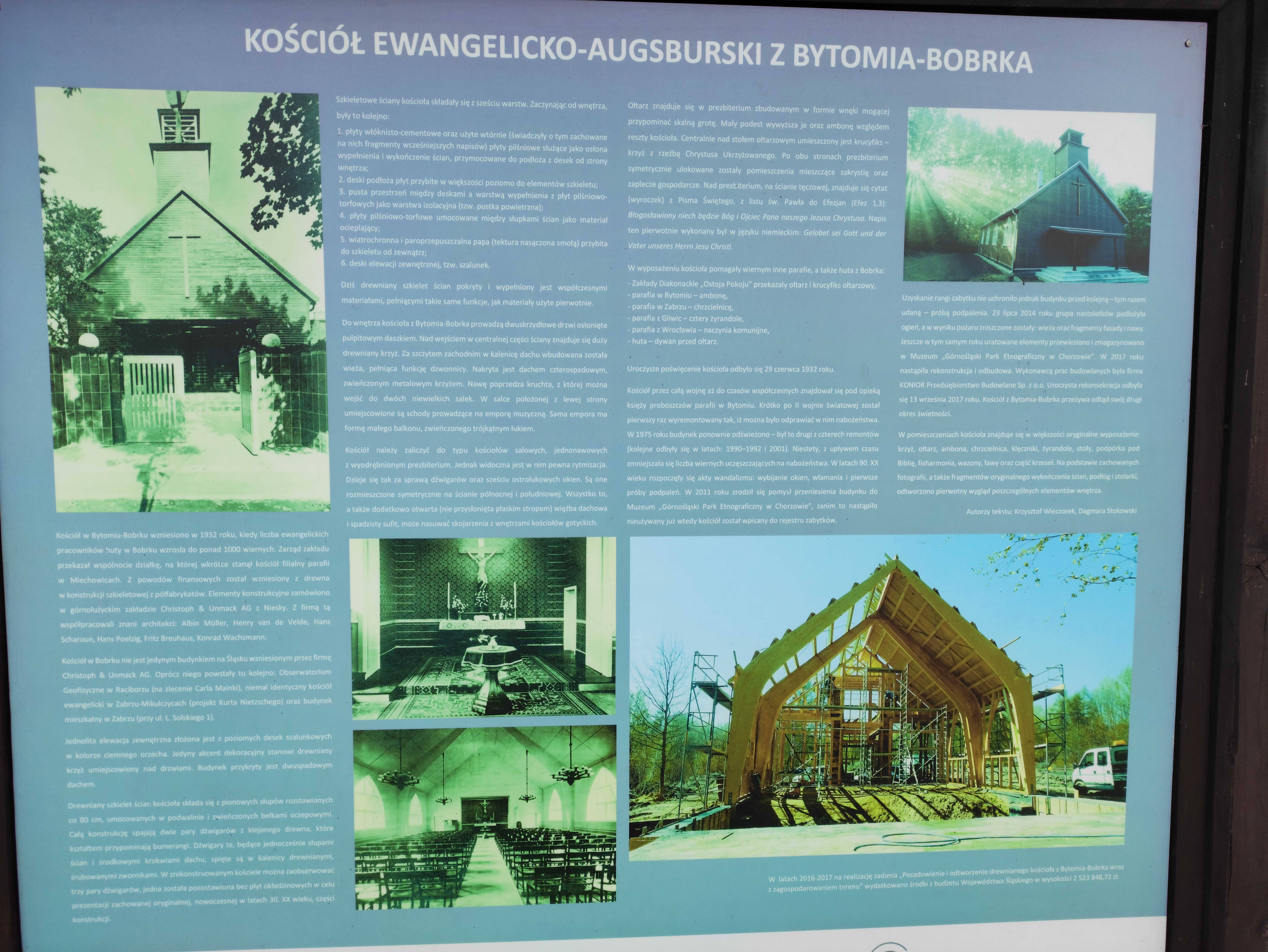